# Bahnhof Berlin Eichborndamm
Der Bahnhof Berlin Eichborndamm ist ein S-Bahnhof im Berliner Ortsteil Reinickendorf des gleichnamigen Bezirks, unmittelbar an der Grenze zum Ortsteil Wittenau. Der an der Kremmener Bahn gelegene Haltepunkt wird von der Linie S25 der Berliner S-Bahn bedient.

## Lage und Aufbau
Der S-Bahnhof befindet sich östlich der Überführung über den Eichborndamm am Streckenkilometer 8,5 der Kremmener Bahn. Der Zugang erfolgt von dieser Straße aus durch das Widerlager. Der Bahnhof umfasst einen Mittelbahnsteig, wobei nur die nördliche Bahnsteigkante bedient wird. Der Bahnhof besitzt kein eigenständiges Empfangsgebäude, die nötigen Einrichtungen zur Passagierabfertigung waren im Zugangsbauwerk untergebracht. Dieses ist innerhalb des Bahndamms als dreijochiges Kreuzgratgewölbe mit rundem Oberlicht im mittleren Joch konstruiert. Im unmittelbaren Umfeld am Eichborndamm und an der Antonienstraße befinden sich eine Bushaltestelle, Fahrradabstellplätze sowie ein P&R-Parkplatz.
In Höhe des Bahnhofs zweigt ein Anschlussgleis von der Kremmener Bahn nach Norden zum Industriegebiet in Borsigwalde ab, das ausgehend vom Güterbahnhof Alt-Reinickendorf bis hierher parallel zum S-Bahngleis verläuft.
Der Bahnhof steht unter Denkmalschutz.

## Geschichte

### Bau
Beim Bau der Kremmener Bahn war an dieser Stelle kein Bahnhof vorgesehen. Die Königliche Eisenbahndirektion lehnte einen entsprechenden Antrag von Anliegern ab, lag doch der Haltepunkt Dalldorf (heute: Karl-Bonhoeffer-Nervenklinik) der Nordbahn nur 800 Meter entfernt.

Knapp zwei Wochen nach Inbetriebnahme der Strecke berichtete das Reinickendorfer Tageblatt am 12. Oktober 1893: 

„Es soll ein Haltepunkt zwischen Dalldorf und Tegel eingerichtet werden am Ausgang der Eichbornstraße in der Nähe der neu angelegten Wíttestraße. Die Forderungen der Bahn: unentgeltliche Hergabe des Terrains und ein Zuschuß von 4.500 Mk. Dies wäre auch für die sechsklassige Schule in Neu-Reinickendorf ein Vorteil. Man brauchte dann nicht mehr von Dalldorf aus über Sandhügel und Kieferngestrüpp zu laufen.“

Es gelang, zumindest einen Großteil des geforderten Geldes zu sammeln, und am 1. Oktober 1894, exakt ein Jahr nach Eröffnung der Strecke, wurde ein zusätzlicher Haltepunkt unter dem Namen Eichbornstraße in Betrieb genommen. Die Anlage bestand zunächst aus einem Seitenbahnhof an der eingleisigen und ebenerdigen Strecke. Ab 1900 wurde die Bahn zweigleisig ausgebaut und auf einen Damm gelegt, 1905 wurde der heutige Dammbahnhof eröffnet.
Ab dem 16. März 1927 hielten die ersten elektrischen Vorortzüge am Bahnhof Eichbornstraße, aus ihnen ging am 1. Dezember 1930 die Berliner S-Bahn hervor.

### West-Berliner Zeit
Ende April 1945 stellte die Reichsbahn ihren S-Bahn-Betrieb ein, erst ab dem 19. Juli fuhren wieder erste Züge auf der Strecke, wenn auch noch mit Dampf. Das südliche Gleis wurde 1945 oder 1946 als Reparationsleistung demontiert. Nach dem Mauerbau fuhren die S-Bahnen nicht mehr bis Velten oder Hennigsdorf, Endstation war bereits Heiligensee.
In den Jahren 1974–1975 wurde die nördliche Brücke über den Eichborndamm erneuert, außerdem wurden im Zuge der Verlängerung der Antonienstraße neue Brücken über diese errichtet. Während der Bauzeit wurde das südliche Bahnsteiggleis 1 übergangsweise in Betrieb genommen, anschließend wurde der Verkehr wieder zurück an das nördliche Bahnsteiggleis 2 verlegt.
Die Kremmener Bahn blieb nach dem Reichsbahnerstreik 1980 zunächst in Betrieb. Mit der Übernahme der West-Berliner S-Bahn durch die Berliner Verkehrsbetriebe am 9. Januar 1984 erfolgte die Stilllegung der S-Bahn in diesem Abschnitt.

### Wiederöffnung nach dem Mauerfall

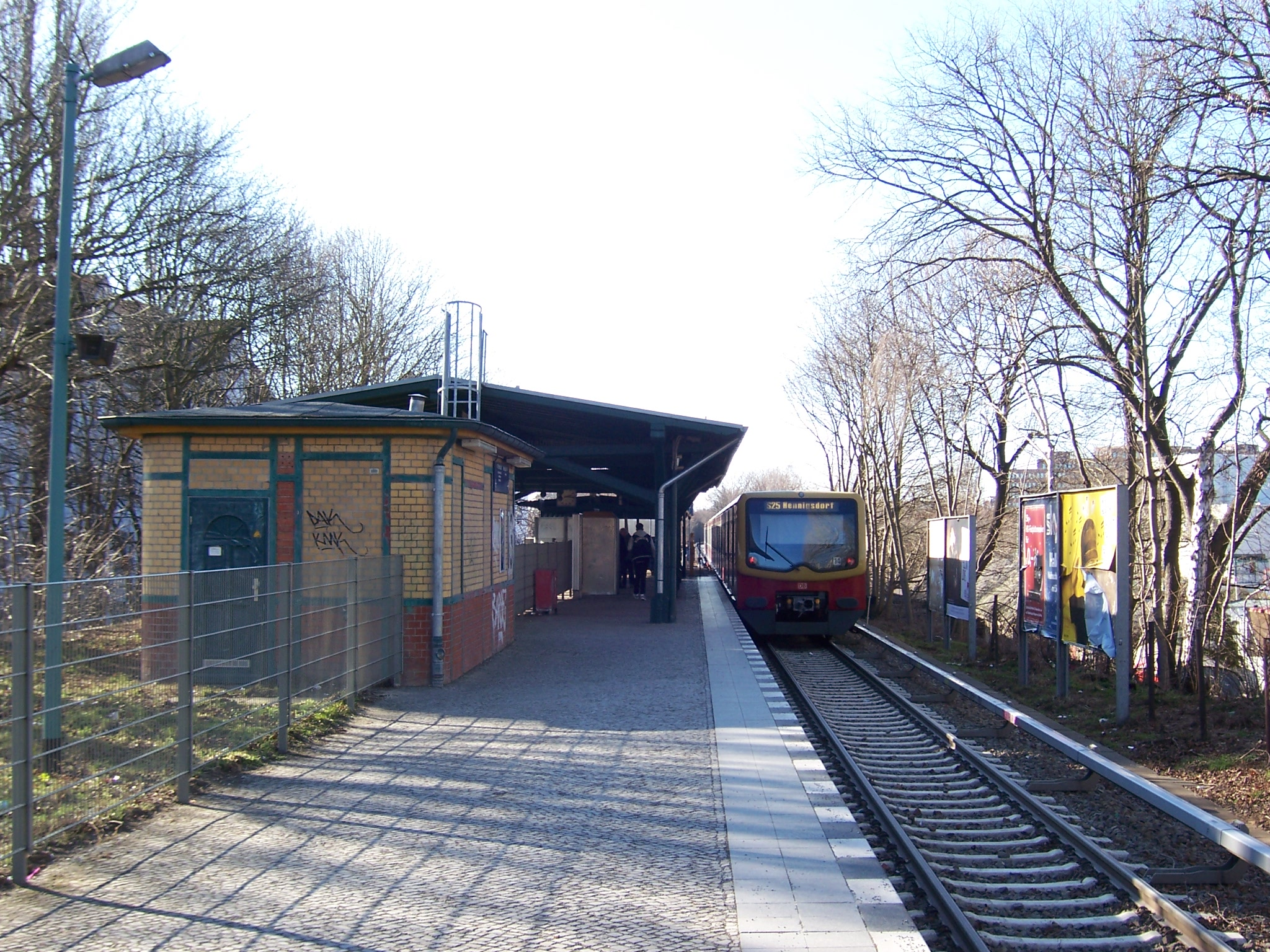
Bahnsteig mit Zug der Baureihe 481 (2012)

Die Wiedereröffnung erfolgte elf Jahre später zum 28. Mai 1995, vorher wurden der nördliche Brückenüberbau über den Eichborndamm erneuert sowie Treppenzugang und Bahnsteigdach saniert. Bis heute halten die S-Bahnen ausschließlich an der nördlichen Bahnsteigkante, ein Wiederaufbau des südlichen Gleises ist mittelfristig im Zuge der Wiederherstellung der Zweigleisigkeit der Kremmener Bahn geplant.
Zwischenzeitlich wurde die Station am 29. Mai 1994 von Eichbornstraße in Eichborndamm umbenannt, erst 57 Jahre nach der Umbenennung der namensgebenden Straße.

### Geplanter Ausbau und Umbau
Für einen barrierefreien Zugang zum Bahnsteig wurde im Jahr 2014 ein Aufzug gebaut. Mittelfristig ist es geplant die gesamte Strecke zwischen den Bahnhöfen Schönholz und Tegel zu sanieren und zweigleisig auszubauen, um unter anderem einen 10-Minuten-Takt bis Tegel einzuführen. Im Zuge dessen soll auch der Bahnhof Eichborndamm wieder zwei Gleise erhalten.
Unabhängig vom Zustand der Gesamtstrecke plant die Senatsverwaltung für Verkehr den Bau eines zweiten Zugangs zum Bahnhof. Ursprünglich war dies bis Ende 2017 vorgesehen, letztendlich begannen die Planungen inklusive des Planfeststellungsverfahrens in der zweiten Hälfte des Jahres 2018. Die Pläne berücksichtigen die Möglichkeit, den S-Bahnhof wieder zweigleisig in Betrieb zu nehmen sowie zwischen dem bestehenden S-Bahngleis und dem Industriebahngleis ein Gleis für den Regionalverkehr aufzubauen. Der zweite Zugang sollte bis Ende 2020 in Betrieb genommen werden. Anfang 2021 wurde bekannt, dass das zugehörige Planfeststellungsverfahren abgebrochen werden musste, da Aspekte des Denkmalschutzes im Entwurf unzureichend berücksichtigt wurden. Eine neue Planung soll u. a. auch eine barrierefreie Lösung zur Variantenentscheidung beinhalten. Ein konkreter Realisierungstermin ist nicht absehbar.

## Verkehr
Der S-Bahnhof Eichborndamm wird von der Linie S25, die zwischen Hennigsdorf und Teltow Stadt verkehrt, bedient. Es besteht eine Umsteigemöglichkeit zu den Omnibuslinien 221 und 322 der Berliner Verkehrsbetriebe.
| Linie | Verlauf |
| ----- | --- |
|       | Hennigsdorf – Heiligensee – Schulzendorf – Tegel – Eichborndamm – Karl-Bonhoeffer-Nervenklinik – Alt-Reinickendorf – Schönholz – Wollankstraße – Bornholmer Straße – Gesundbrunnen – Humboldthain – Nordbahnhof – Oranienburger Straße – Friedrichstraße – Brandenburger Tor – Potsdamer Platz – Anhalter Bahnhof – Yorckstraße – Südkreuz – Priesterweg – Südende – Lankwitz – Lichterfelde Ost – Osdorfer Straße – Lichterfelde Süd – Teltow Stadt |